# バルタザールどこへ行く
『バルタザールどこへ行く』（Au Hasard Balthazar) は、ロベール・ブレッソン監督・脚本による1966年のフランス・スウェーデン合作映画である。
原題は「バルタザールが行き当たりばったり」というほどの意味で、配給会社が邦題を付ける以前は、この訳題によって紹介されていた。スティーヴン・ジェイ・シュナイダーの『死ぬまでに観たい映画1001本』にも掲載されており、Rotten Tomatoesの支持率100%の映画のうちの１つでもある。

## 概要
一頭のロバの視点から、日常の中でそれほど憤りを促すこともなく起きてしまう人間の罪科を描いた作品。
ドストエフスキーの長編小説「白痴」のエピソードから着想を得た。
アンヌ・ヴィアゼムスキーの映画初出演作。
フランソワ・トリュフォーは本作を「美しい。ただ美しいの一言に尽きる」と、イングマール・ベルイマンは「映画は退屈だが、人間は常に興味深いものである」と評している。ジャン・リュック・ゴダールやミヒャエル・ハネケ、ウェス・アンダーソン、ヴェルナー・ヘルツォークから高く評価されており、2022年にはイエジー・スコリモフスキ監督作『EO イーオー』のインスパイア元となった。

## 公開
1966年5月15日、第19回カンヌ国際映画祭で上映。同年5月25日、フランスで一般公開された。
同年10月11日から19日にかけて第4回「フランス映画祭」が東京の東商ホールと草月ホールで開催された。『バルタザールどこへ行く』のほか、ジャン＝リュック・ゴダールの『アルファヴィル』『気狂いピエロ』『男性・女性』、『戦争は終った』『城の生活』『創造物』『悲しみの天使』『317小隊』など計23本の映画が上映された。本作品は『バルタザールがゆきあたりばったり』のタイトルで10月19日に上映された。そして1970年5月2日に日本で一般公開された。
2020年10月、日本で4Kリストア・デジタルリマスター版でリバイバル公開された。　

## あらすじ
ピレネーの小村の教師の娘マリーは農園主の息子ジャックと共に、生まれたばかりのロバに“バルタザール”と名前をつけ可愛がる。ある日ジャックが引っ越すことになり、バルタザールもどこかへ行ってしまう。それから10年が経ち、鍛冶屋の労役に使われていたバルタザールが苦しさに耐えかね逃げ込んだ所は、美しく成長したマリーのいる、今は彼女の父が管理しているジャック家の農園だった。マリーが喜んであちこち“彼”に馬車を引かせ出かけるのを見て、彼女に思慕を寄せる不良のジェラールは嫉妬し、バルタザールを痛めつけ、実家のパン屋の配送の仕事にこき使う。折しも、パリで教育を受けていたジャックが里帰りし、初恋の相手マリーに改めて惚れ直し、結婚を口に上らせるのを彼女は拒む。ジェラールたち不良グループが構い続ける浮浪者はバルタザールに親近感を覚えるが、いつしか、彼と悪ガキたちの争いの犠牲となって怪我を負った“彼”はさ迷った挙句に道端で野たれ死んでしまうのであった。

## 音楽
シューベルトのピアノ・ソナタ第20番イ長調D.959 第2楽章アンダンティーノが、全編にわたり印象的に使われている。ピアノ独奏は、ジャン＝ジョエル・バルビエ。